# Teatros del Canal
Els Teatros del Canal són un centre d'arts escèniques inaugurat l'any 2009 i situat en el cèntric districte madrileny de Chamberí. Propietat del Canal d'Isabel II, al qual deuen el seu nom, i dependent de la Comunitat de Madrid, des de 2009 el seu director artístic va ser el dramaturg, actor i director Albert Boadella qui en 2016 va deixar la direcció.
Des de llavors passen a codirigir els teatres del Canal el director teatral Àlex Rigola, que gestiona la Sala Verda, i la comissària en arts escèniques Natalia Álvarez Simó que s'encarrega de la Sala Roja.
La gestió i explotació del complex són assumides per l'empresa privada Clece, encarregada de part de la programació dels espectacles juntament amb els directors artístics. Una altra part important de la programació és a càrrec del Festival de Otoño a Primavera, que concentra la majoria dels seus espectacles a les sales del complex.

## Característiques
El conjunt arquitectònic dels Teatres del Canal compta amb més de 35.000 metres quadrats, i és obra de l'arquitecte Juan Navarro Baldeweg. Està situat en la confluència dels cèntrics carrers Bravo Murillo i Cea Bermúdez, a Madrid. Tenen cabuda dos teatres, la Sala Roja i Sala Verde; una sala d'assajos, denominada Sala Negra, i el Centre Dansa Canal (CDC), un edifici integrat en els Teatres amb nou aules d'assaig amb modernes dotacions tècniques. La programació dels Teatros del Canal inclou teatre, dansa, sarsuela, òpera, cabaret, teatre infantil, concerts clàssics i contemporanis. Anualment acull un centenar de representacions i ofereix, com tots els teatres espanyols, habituals descomptes en la compra d'entrades de forma anticipada, a usuaris de Carnet Jove i majors de 65 anys, així com descomptes i promocions en alguns dels seus espectacles.

### Sala Roja
Hi predomina el color vermell de les seves butaques i estructures i disposa d'un aforament de 863 localitats. És una sala de gran capacitat, amb butaques disposades a la italiana, i compta amb una bona acústica des de qualsevol punt de la sala. Disposa d'un escenari de 32 x 17 metres i d'una plataforma amovible que permet obrir un fossat per a orquestra, o ampliar la platea o l'escenari. L'aforament amb fossat d'orquestra es redueix a 799 localitats. És curiosa la seva il·luminació, a base de pantalles de led en la zona de les balconades, la qual cosa permet modular les tonalitats dels colors de la sala.

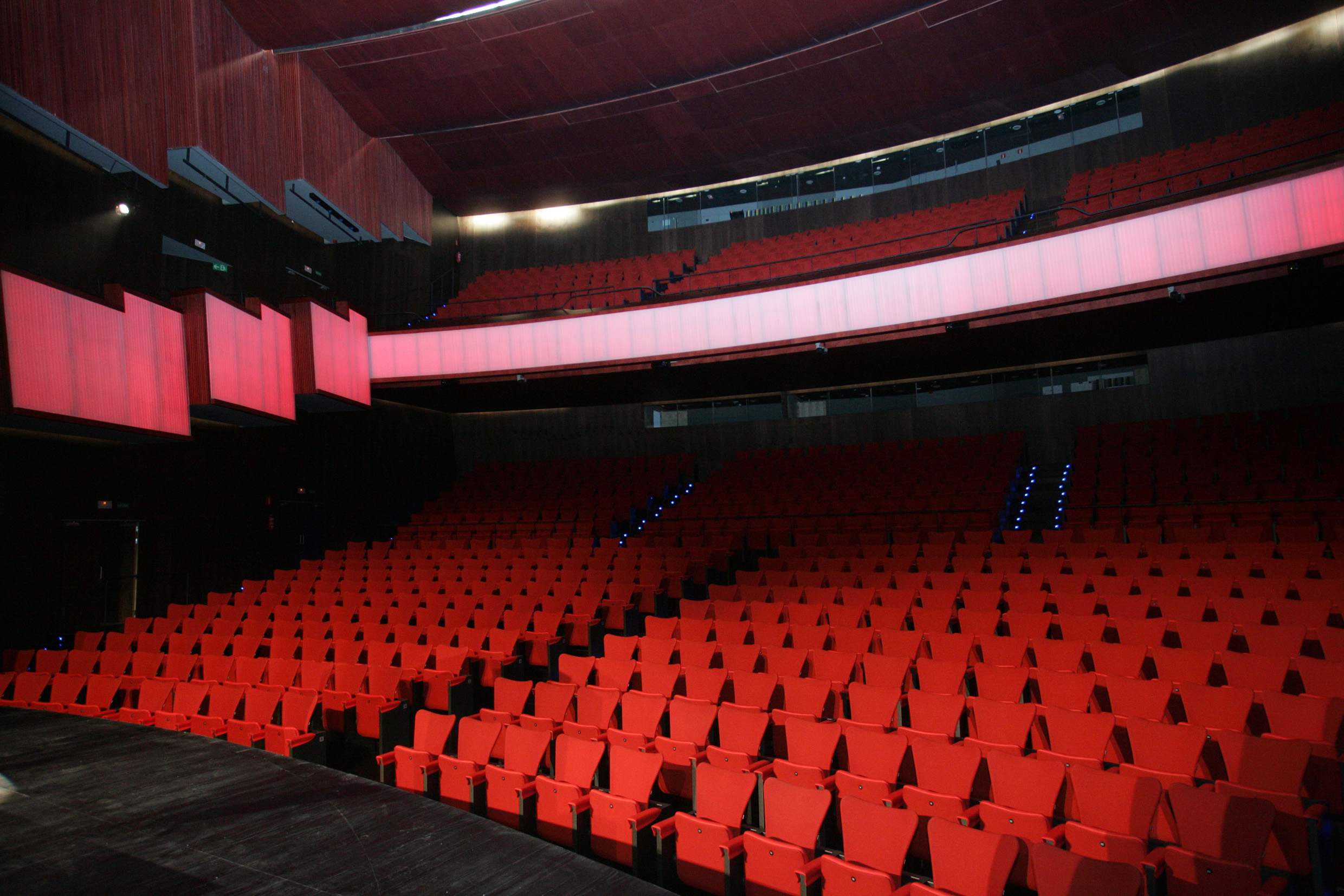
Sala Roja Teatros Canal.

### Sala Verde
Es tracta d'una sala configurable o polivalent d'aspecte industrial i caracteritzada pel color verd de les seves emissions de llum, les seves butaques i els seus revestiments de fusta. En ella l'aforament pot variar segons les necessitats de l'espectacle, aconseguint les prop de 800 localitats. En la seva disposició clàssica la sala té una capacitat de 440 butaques; amb públic en els laterals de l'escenari compta amb 605 localitats i si es configura a quatre bandes l'aforament pot aconseguir fins a 777 butaques. La superfície de l'escenari és de 14 x 10 metres.

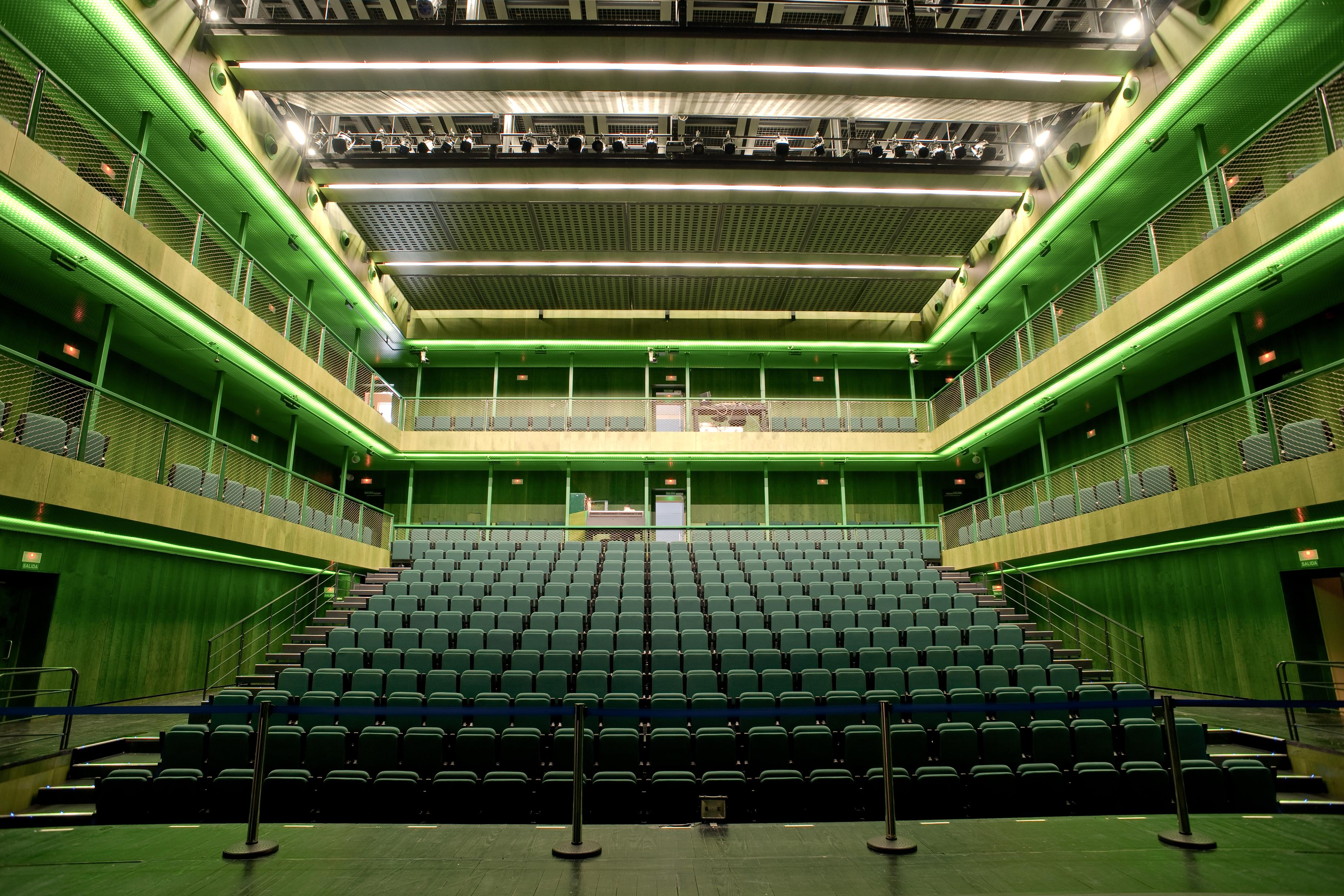
Sala Verde Teatros Canal.

### Sala Negra
Oberta al públic en la temporada 2014-15, és una sala de menor grandària amb un aforament de 180 localitats. Se situa sobre el pati de butaques de la Sala Vermella.

### Centro Danza Canal
És un edifici integrat en els Teatros del Canal, dedicat a la promoció de la dansa en totes les seves varietats i, especialment, als treballs coreogràfics de les companyies. Compta amb cinc plantes i disposa de nou aules de doble o triple altura (entre 5 i 9 metres) i superfícies que oscil·len entre 74 i 238 metres quadrats. Serveix de seu a la companyia resident, Víctor Ullate Ballet-Comunitat de Madrid, i a unes altres que estableixen la seva seu en les instal·lacions, gràcies a un programa de residències artístiques temporals. A més, el CDC acull trobades i activitats per a professionals, amb mestres com Julio Bocca i companyies com el Boston Ballet, entre d'altres.

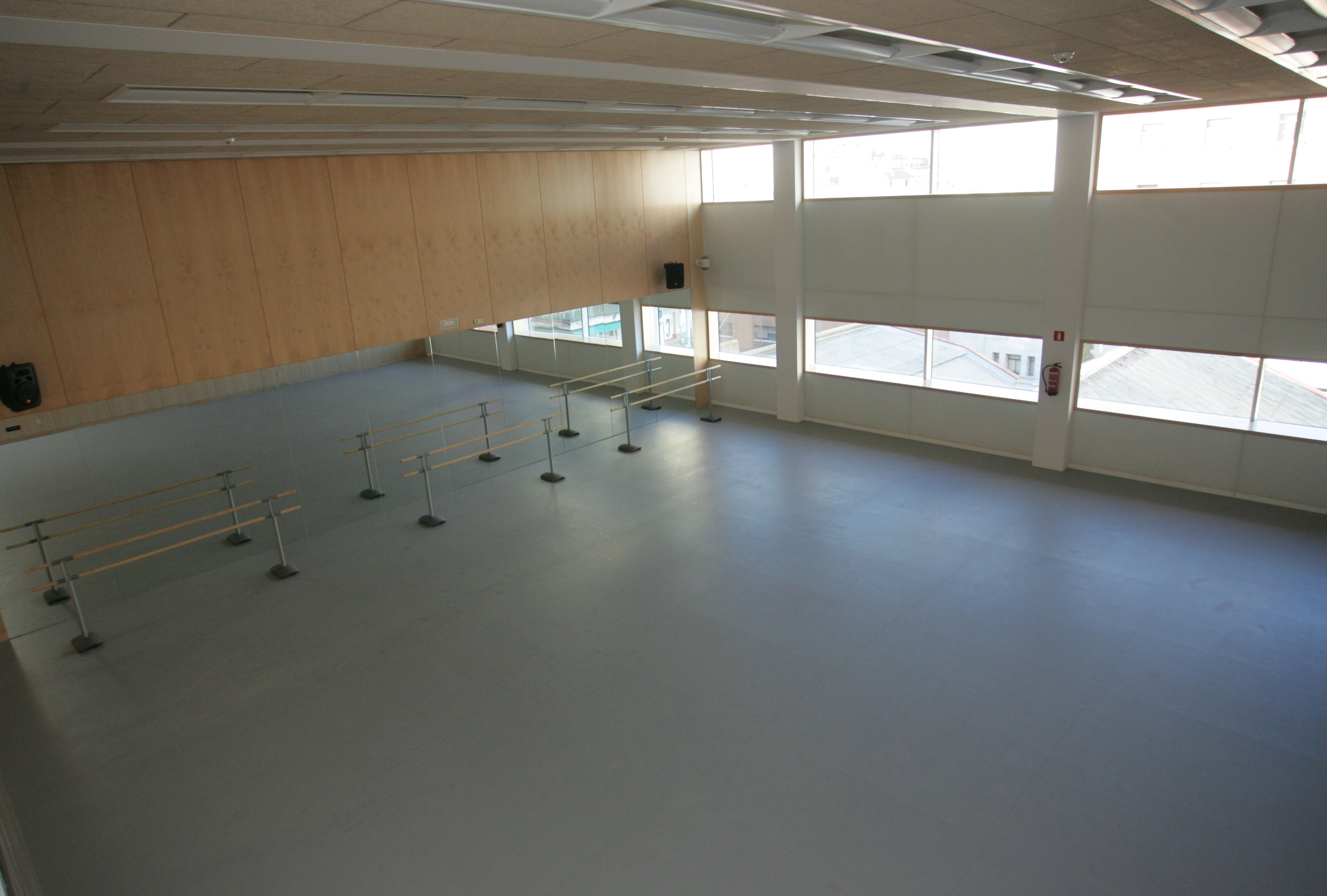
Sala de dansa.